# تروگالو (صربستان)
تروگالو (به صربی: Troglav) یک کوه در صربستان است که در کرالیفو واقع شده‌است. تروگالو ۱٬۱۷۸ متر بالاتر از سطح دریا واقع شده‌است.